# Biscogniauxia kenyana
Biscogniauxia kenyana är en svampart som beskrevs av Mugambi, Huhndorf & J.D. Rogers 2009. Biscogniauxia kenyana ingår i släktet Biscogniauxia och familjen kolkärnsvampar.   Inga underarter finns listade i Catalogue of Life.